# Lighthouse (Tracking-Technologie)
Lighthouse ist ein laserbasiertes Inside-Out-Positionsverfolgungssystem, das von Valve für SteamVR und HTC entwickelt wurde. Es verfolgt die Position und Ausrichtung eines Head-Mounted Displays (VR-Headset), Controller und sonstigen Geräten (wie beispielsweise den Vive Trackern) des Benutzers in Echtzeit. Lighthouse ermöglicht es den Nutzern, sich frei zu bewegen und sich in jeder Position innerhalb des Sichtfeldes der SteamVR-Basisstationen erfasst zu werden. Es ist eine der grundlegenden Technologien, die 6DOF ("six-degrees-of-freedom") VR möglich machen.
Valve plant, Lighthouse für alle Hardware-Hersteller frei verfügbar zu machen.

## Funktionsweise
Der Grundbaustein des Lighthouse-Trackings sind die Basisstationen. Diese Basisstationen sind kleine quaderförmige Objekte, die im Raum positioniert werden. Sie dienen als Referenzpunkte für alle Geräte, deren Position verfolgt wird, wie z. B. die HMDs und Controller.
Die Basisstationen erleuchten den Raum mit einem nicht sichtbaren Licht (Infrarot). An den Controllern sind Sensoren, die das Infrarotlicht erkennen und somit feststellen können, wo sie sich in Relation zu den Basis-Stationen befinden.
Mehrere Basisstationen (zwei für SteamVR) ermöglichen es den verfolgten Geräten, zu ermitteln, wo sie sich im 3D-Raum befinden.
Jede Basisstation enthält eine IR-Bake namens "Sync Blinker" und zwei Laserstrahler, die sich schnell drehen. 60 Mal pro Sekunde sendet der Sync Blinker einen Synchronisationsimpuls aus und einer der beiden sich drehenden Laser sendet einen Strahl durch den Raum. Die Rezeptoren, HMDs und Controller, sind mit Fotosensoren ausgestattet, die den Synchronisationsimpuls und die Laserstrahlen erkennen. Wenn ein Synchronisationsimpuls erkannt wird, beginnt der Rezeptor zu zählen, bis einer seiner Lichtsensoren vom Laserstrahl getroffen wird. SteamVR berechnet, wann der Fotosensor vom Laser getroffen wird und wo sich dieser Fotosensor befindet, um die genaue Position des Empfängers in Relation zu der Basisstation zu ermitteln. Wenn es zwei Basisstationen gibt, werden die Position und die Ausrichtung der Rezeptoren im 3D-Raum des Raums ermittelt.
Die Basisstationen sind anfällig für Störungen durch bspw. Personen, da eine Sichtverbindung zu den verfolgten Objekten benötigt wird. Die Basisstationen sind so konzipiert, dass sie skalierbar sind. Um dieses Problem zu minimieren, werden zwei Basisstationen an gegenüberliegenden Seiten des Raumes platziert. Um die Reichweite, bzw. den getrackten Bereich zu erhöhen, können weitere Basisstationen platziert werden.
Zur Positionsbestimmung werden gleichzeitig noch die IMUs ("Inertial Measurement Units" – deutsch: "Trägheitsmessgeräte") eingesetzt.
Hierbei werden Daten zur Beschleunigung, Ausrichtung und eines Magnetometers gesammelt und zur Positionsbestimmung verwendet. Diese drei Sensoren bilden drei der sechs Freiheitsgrade (6DOF) ab.
Die IMU hat eine sehr hohe Erfassungsrate und kann somit die technischen Begrenzungen der Basisstationen hinsichtlich der Erfassung der Tracker bei hoher Geschwindigkeit überwinden.
Hierbei werden die erfassten Daten von den IMUs und den Basisstationen kombiniert und extrapoliert, bis eine zuverlässige Erfassung durch die Basisstationen wieder möglich ist.

## Lighthouse 2.0
Seit ca. Juni 2019 bietet HTC Lighthouse 2.0 an. Hierbei wurden die Basisstationen mit neuerer Hardware aktualisiert und ermöglichen ein besseres und zuverlässigeres Tracking der Controller. Lighthouse 2.0 Basisstationen decken bei vier Stationen ein Feld von 10 × 10 Meter ab, bei nur zwei Stationen, wie sie im Lieferumfang enthalten sind, 5 × 5 Meter. Lighthouse 2.0 ist abwärtskompatibel mit den originalen HTC Vive Controllern und Trackern, jedoch nicht mit dem VR-Headset selber. Die Valve Index VR-Brille nutzt standardmäßig Lighthouse 2.0 Tracker, ist jedoch auch mit den Lighthouse 1.0 Basisstationen kompatibel.